# Moropsyche primigena
Moropsyche primigena är en nattsländeart som beskrevs av Wolfram Mey 1997. Moropsyche primigena ingår i släktet Moropsyche och familjen Apataniidae. Inga underarter finns listade i Catalogue of Life.